# District d'Issoudun
Le district d'Issoudun est une ancienne division territoriale française du département de l'Indre de 1790 à 1795.
Il était composé des cantons de Issoudun, Chabris, Meunet, Neuvipaillou, Poulaines, Reuilli et Vatan.